# ORP Gryf (1945)
ORP Gryf, poprzednio SS Opole i ORP Zetempowiec – okręt szkolny polskiej Marynarki Wojennej z lat 1951-1976, przebudowany ze statku handlowego, zbudowanego w 1945 dla niemieckiej marynarki pod nazwą „Irene Oldendorff”. Po II wojnie światowej przejściowo służył jako brytyjski „Empire Contess” i radziecki „Omsk”, a od 1947 roku polski statek „Opole”, po czym od 1951 roku służył jako okręt szkolny „Zetempowiec”, w 1957 roku przemianowany na „Gryf”. Był drugim okrętem o nazwie ORP „Gryf”.

## Historia
ORP „Gryf” został przebudowany ze statku handlowego typowego wojennego projektu Hansa A, budowanego podczas II wojny światowej dla marynarki niemieckiej. Zbudowany był w duńskiej stoczni Burmeister & Wain w Kopenhadze pod numerem stoczniowym 677 i niemiecką nazwą „Irene Oldendorff”, na zlecenie stoczni Egon Oldendorff w Lubece. Zwodowany został 6 stycznia 1944 roku. Nieukończony statek został zatopiony przy nabrzeżu 14 września 1944 roku przez duński ruch oporu. Po podniesieniu i ukończeniu został przekazany niemieckiej marynarce handlowej 10 stycznia 1945 roku, po czym od tego miesiąca wziął udział w ewakuacji ludności niemieckiej przed Armią Czerwoną. 
Po wojnie przejęła go w charakterze reparacji wojennych Wielka Brytania i po wykończeniu wcieliła 10 października 1945 roku do marynarki handlowej pod nazwą „Empire Contess”. Następnie jednak w ramach podziału floty niemieckiej, Wielka Brytania przekazała go ZSRR, gdzie nadano mu nazwę „Omsk”. Ostatecznie 13 maja 1947 roku ZSRR przekazał statek w ramach reparacji niemieckich Polsce. Początkowo służył w marynarce handlowej pod nazwą „Opole”, wraz z bliźniaczym statkiem „Olsztyn”, u armatora Żeglugi Polskiej, z portem macierzystym w Szczecinie. Wszedł do eksploatacji w żegludze regularnej, między innymi na linii lewantyńskiej.
W marynarce handlowej nośność statku była określona na 3200 ton (DWT), a pojemność rejestrowa na 1959 BRT i 936 NRT. Napęd stanowiła czterocylindrowa maszyna parowa podwójnego rozprężania systemu Lentza o mocy 1200 KM, napędzająca pojedynczą śrubę i pozwalająca na rozwijanie prędkości 9-10 węzłów. Miał trzy ładownie i cztery miejsca pasażerskie, a załoga liczyła 31 osób. Otrzymał znak wywoławczy SPAI.
24 października 1950 roku został przekazany Marynarce Wojennej i po przebudowie w Stoczni Gdyńskiej na okręt szkolny, wszedł 10 lipca 1951 roku do służby pod nazwą ORP „Zetempowiec” (na cześć ZMP). Przebudowy – mimo jej znacznego zakresu – dokonano w ekspresowym tempie 152 dni. Jej przebieg nadzorował wyznaczony na dowódcę jednostki Polak z pochodzenia a jednocześnie oficer radzieckiej floty handlowej Oceanu Spokojnego – kmdr ppor. Robert Mietielica, dzięki którego staraniom na rufowej nadbudówce został zamontowany dalmierz artyleryjski. Kmdr Mietielica stał się powszechnie znany, wymuszając należny dla ORP salut polskiego rudowęglowca,  przez ostrzelanie go z działa ślepymi nabojami.
Między 25 lipca a 21 sierpnia 1952 roku okręt odbył pierwszy daleki rejs szkolny, do Murmańska i Archangielska. Między 3 lipca a 18 sierpnia 1954 roku wyszedł w drugi daleki rejs na Morze Śródziemne i Morze Czarne, do Sewastopola (24-28 lipca), przepływając 13 879,7 Mm. Pływał oprócz tego w krótkich rejsach po Bałtyku. 15 sierpnia 1955 roku wyszedł w zagraniczny rejs bałtycki, do Tallinna i Rygi w ówczesnym ZSRR. 22 lipca 1956 roku wyszedł w drugi rejs na Morze Śródziemne, odwiedzając Durrës w Albanii. Split w Jugosławii i Aleksandrię w Egipcie, powracając 16 sierpnia po przepłynięciu 11 639 Mm. W listopadzie jeszcze ponownie odwiedził Tallinn.

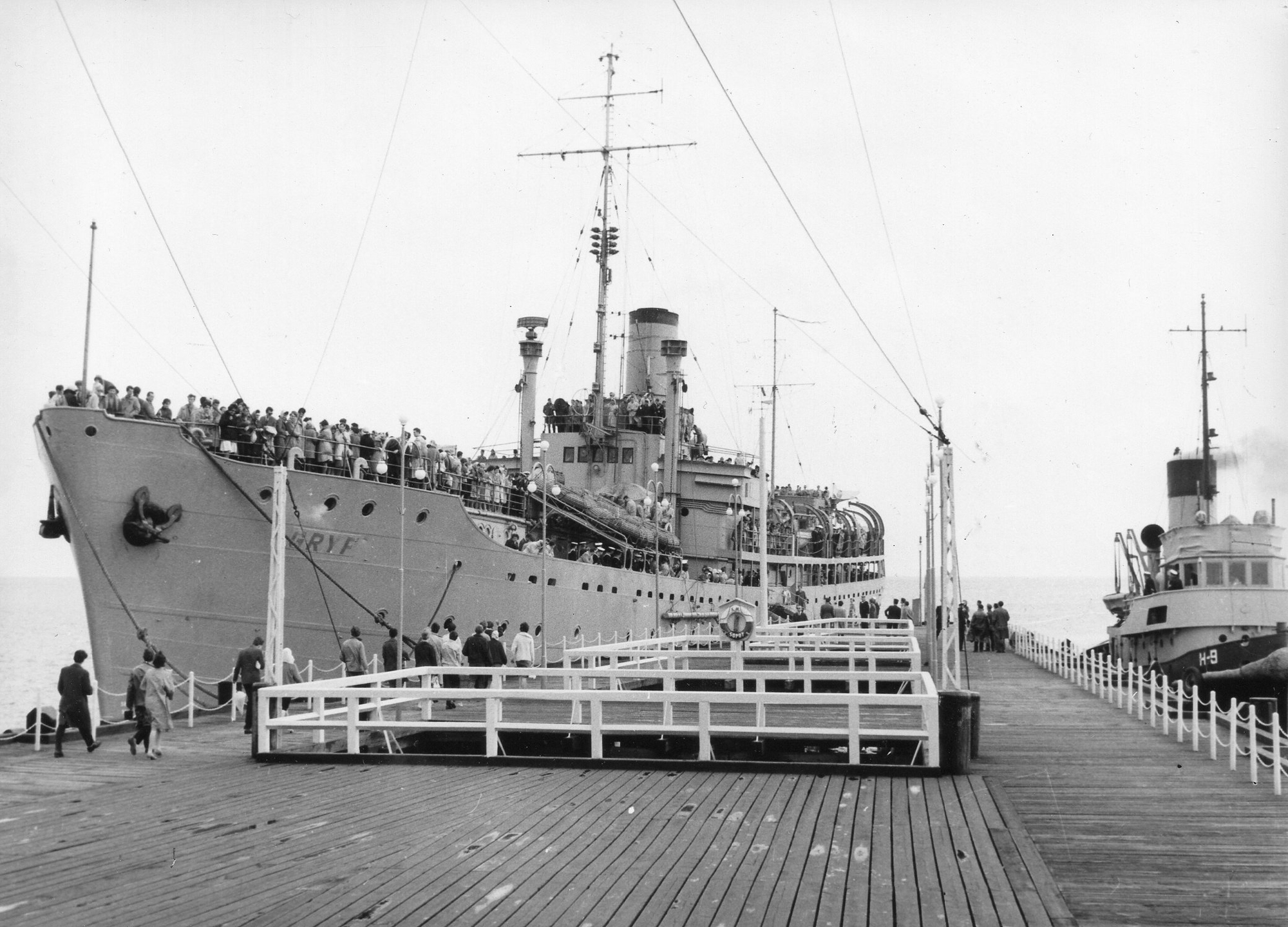
ORP „Gryf” przy molo w Sopocie ok. 1965 roku

Po odwilży politycznej 1956 roku i rozwiązaniu ZMP, 1 kwietnia 1957 roku okrętowi nadano tradycyjną w polskiej marynarce nazwę ORP „Gryf”. Był największą jednostką szkolną polskiej marynarki, odbył wiele rejsów szkolnych w obrębie Morza Bałtyckiego (m.in. Leningrad, Rostock), a także Morza Północnego, Atlantyku (m.in. Narwik, Murmańsk, Archangielsk, Reykjavik, Portsmouth) i Morza Śródziemnego i Czarnego (m.in. Palermo, Split, Warna, Sewastopol, Port Said, Aleksandria). W 1970 i 1971 zdobył miano najlepszego okrętu MW . W 1973 roku odbył ostatni rejs zagraniczny, a w 1975 roku ostatni rejs szkolny na Zatoce Gdańskiej. Został wycofany ze służby czynnej pod koniec 1976 roku z uwagi na zużycie, a także mniejszą przydatność parowego okrętu szkolnego dla nowoczesnej marynarki. Równocześnie w tym roku do służby weszły dwa nowe okręty szkolne projektu 888. 9 lutego 1977 roku rozformowano załogę okrętu.
12 kwietnia 1977 roku został przeklasyfikowany na hulk – barkę koszarowo-grzewczą BK-5, przydzieloną do 41 Dywizjonu Okrętów Ratowniczych. Stacjonował w VIII basenie w Gdyni. Został ostatecznie skreślony ze stanu Marynarki Wojennej 25 października 1988 roku (według innych źródeł został wycofany ze służby 15 grudnia tego roku). Został następnie sprzedany na złom za granicę i 22 czerwca 1990 roku przeholowany do Aliağa w Turcji, gdzie w lipcu został złomowany.

### Kalendarium
- 1945 – zbudowany jako niemiecki statek typu Hansa A „Irene Oldendorff” w stoczni Burmeister and Wain w Kopenhadze w Danii (port macierzysty Lubeka)
  - 10 października 1945 – przejęty przez Wielką Brytanię i przemianowany na „Empire Contees” (port macierzysty Londyn)
- 1946 – przekazany ZSRR   przemianowany na „Omsk” (cyrylica Омск; port macierzysty Ryga)
- 13 maja 1947 – przekazany Polsce i wcielony do polskiej floty handlowej pod flagą Żeglugi Polskiej i nazwą „Opole” (port macierzysty Szczecin)
- 19 października 1950 – przejęty przez Marynarkę Wojenną i przebudowany w Stoczni im. Komuny Paryskiej w Gdyni na okręt szkolny
- 10 lipca 1951 – wcielony do służby jako ORP „Zetempowiec”
- 10 kwietnia 1957 – zmiana nazwy na ORP „Gryf”
- 24 września 1976 – wycofany ze służby i przebudowany na barkę koszarową BK-5.